# Escalope de veau comtoise
L'escalope de veau comtoise est un mets traditionnel de Franche-Comté qui allie des produits régionaux : élevage bovin franc-comtois, salaison du Haut-Doubs, vin blanc du Jura et comté franc-comtois.